# 邵飘萍
邵飘萍（1886年10月11日—1926年4月26日），原名新成，学名锡康，后改作镜清，字振青、新成，号飘萍，笔名阿平、素昧平生等。男，浙江省金华县人，中国新闻工作者，中共秘密黨員，1918年创办《京报》。被称为新闻界全才。早年任《申报》的特约通讯员，后任《汉民日报》主编，1913被捕入狱，1914年至日本创办东京通讯社，专为京、沪报纸提供东京通讯。1916年回国后，为《申报》等多家报社撰写时评。根据他的讲义出版的《实际应用新闻学》是中国第一部新闻采访学专著。1926年，被北洋政府处决。

## 生平

### 早年
邵飘萍生于浙江省金华县芝英考寓（今浙江省金华市樵楼巷）。5岁起即随父在私塾读书，14岁进秀才。父亲邵坦懋（邵桂林），清代廪贡生，以开设“歇家”（当时打官司人的寓所）和教私塾为业，兼营养鹿，家境渐裕。
清光绪三十二年（1906年），21岁考入浙江高等学堂师范科。1909年毕业返回金华，任金华府立中学堂国文和历史教员。与反清革命党人秋瑾、徐锡麟等人来往。秋瑾就义前有书信给他。

### 报业生涯
民国元年（1912年）赴杭州与杭辛斋合办《汉民日报》，任主编，被推为省报界工会干事长
民国二年（1913年）2月，以二次革命嫌疑罪被捕，《汉民日报》遭封。
民国三年（1914年）营救出狱，东渡日本，入法政学校，组织东京通讯社。
民国五年（1916年）春回国，主持《时事新报》笔政，继应申报社长史量才之邀，继黄远庸之后，北上来京担任《申报》驻京特派记者，同时创办通讯社“新闻编译社”，並自辦昭明印刷廠。同年，经邵瑞彭介绍入南社。
民国七年（1918年）正式辞去《申报》聘约。10月独资创办《京报》。同年10月5日，《京报》在前门外三眼井胡同38号创刊。在编辑部亲手书写“铁肩棘手”（“棘手”一作“辣手”）四个字，摘自于明代杨继盛的“铁肩担道义，棘手著文章”临刑诗句。1918年10月客座讲学时倡导成立北京大学新闻学研究会，蔡元培聘他为导师，这是中国新闻教育的开端。当时《京报》刚刚创立，工作非常繁忙，但一直坚持每周上二小时的课。提出记者要“主持公道，不怕牺牲”，品性要完全独立，有操守人格，做到“贫贱不能移，富贵不能淫，威武不能屈”、“泰山崩于前，麋鹿兴于左而志不乱”。强调记者要“探究事实不欺阅者”。还讲授了大量新闻学的基本知识（如采访、组稿、编辑、校对等），并指导创办了《新闻周刊》。1919年10月，得到一年结业证书的有23人，得到半年证书的有32人。名单中有不少人是中共最早的领袖级人物，如毛泽东、高君宇、谭平山、陈公博、罗章龙、杨晦、谭植棠等等，还有著名的无政府主义者区声白等人。可见其影响的深远。时任北大图书馆的图书管理员毛泽东除了课堂听邵飘萍生讲课外，还常去邵飘萍家讨教，据邵飘萍夫人回忆：“那时，毛主席是北大职员，平易近人，到我家里来，很有礼貌，叫飘萍为先生，叫俺邵师娘。”毛泽东1936年对斯诺回忆：“但是我并不失望。我参加了哲学会、新闻学会，为着能够旁听大学里的功课。在新闻学会里我遇见了同样的旁听生，象陈公博，他现在是南京的一个大官了；谭平山，他后来变成了共产党，再以后又变成所谓“第三党”的一份子；还有邵飘萍。特别是邵氏，帮助我很多的。他是新闻学会的讲师，是一个自由主义者，充满了热烈理想和良好性格的人。一九二六年他被张作霖枪决了。”毛泽东运用他在北京所学到的知识，以新闻为武器，在家乡创办了《湘江评论》、《新湖南》等刊物以及平民通讯社等报刊和通讯社，又充任湖南大公报》记者。毛泽东也因《湘江评论》而声名鹊起。1920年8月，毛泽东等在长沙又创办了“文化书社”，在毛泽东起草的《组织大纲中，称“本社以运销中外各种有价值之书报为主旨”，其中就有邵飘萍的《新俄国之研究》等，随后毛泽东等还成立了湖南俄罗斯研究会。此外，邵飘萍的一些新闻学论著也是该社社员学习的书籍之一。湖南新民学会的会员讨论“个人生活方法”时，毛泽东表示说：“我可愿做的工作：一教书，一新闻记者，将来多半要赖这两项工作的月薪来生活。”。
民国八年(1919年)积极参加五四运动。同年8月，遭受通缉，报馆《京报》被查封。赴日避难，受聘于大阪《朝日新闻》社特约记者。流亡期间，撰写五万字的《新俄国之研究》一书，向国人介绍十月革命、马克思主义，以及布尔什维克、列宁和苏维埃政权。并系统考察和研究日本新闻事业。
1920年直皖战争后，安福系政府垮台，重返北京并复刊。新址在骡马市大街魏染胡同30号。赞助罗章龙编的《非宗教论》一书的印刷。
1925年积极报道五卅运动，在此运动中，多次发表署名评论。又联合同仁拒登英日广告，发起募捐，救恤难胞。
1926年积极报道三·一八惨案被政府通缉。
办报过程中与李大钊、罗章龙、鲁迅、冯玉祥过往密切。冯玉祥曾言：飘萍一枝笔，抵过十万军。 反奉战争中，支持冯玉祥策动奉军主力郭松龄倒戈。

### 被处决
邵飘萍促成了1925年11月24日东北军郭松龄倒戈的滦州事变和郭(松龄)冯(玉祥)联合。邵在《京报》发表了大量支持他们的新闻、评论。1925年12月7日，邵出了一大张二整版的《京报特刊》，全是最近时局重要人物的照片，每个人物后面都有邵飘萍的评语。邵不断发表报道、时评赞颂郭松龄，历数张作霖的罪状，甚至撰文鼓励张学良“父让子继”。邵曾和家人说：“张作霖出三十万元买我，这种钱我不要，枪毙我也不要!”12月24日，郭松龄在日本关东军和张作霖的联合夹攻下，兵败被杀。邵飘萍把事件的真相公诸于世，引起了北方民众反日、反张运动。
1926年4月，张作霖、吴佩孚又拉了阎锡山三面夹攻冯玉祥的国民军，冯部被迫撤出北京。4月18日奉军入京，邵飘萍未听鹿钟麟三次敦促，留在北京，後躲入东交民巷六国饭店避难。4月22日，在《京报》发表了最后一篇文章《飘萍启事》，仍然嬉笑怒骂。後聽信舊交《大陆报》社长张翰举（被奉系以造幣廠廠長之职和２万块大洋收买）之谎言，称「张作霖惧怕国际干涉，不敢杀他」；并说自己已向张学良疏通，张允诺《京报》可以照出等。邵飘萍于4月24日下午回到报馆，１小时后即被捕，侦缉队声称搜出了冯玉祥聘请邵飘萍为军事顾问的聘书、军事电报密码一本、以及他与冯玉祥的合影等，作为邵飘萍犯罪的物证。
4月25日，北京各界组织营救。张学良出面接见代表时，毫无隐讳地说：“逮捕飘萍一事，老帅与子玉（“子玉”即吴佩孚，“老帅”即张作霖）及各将领早已有此种决定，并一经捕到，即时就地枪决。此时飘萍是否尚在人世，且不可知。余与飘萍私交亦不浅，时有函札往来。惟此次……碍难挽回。而事又经各方决定，余一人亦难做主”，“飘萍虽死，已可扬名，诸君何必如此，强我所难”，“此事实无挽回余地”。

4月26日凌晨1时许，「直奉联军总执法处」对邵飘萍草草进行了２个多小时的审讯后即宣判他死刑。4时30分邵飘萍被绑赴天桥先农坛二道坛门刑场枪决。在北京政府总执法处张贴的布告中，宣布其罪名如下：
“京报社长邵振青，勾结赤俄，宣传赤化，罪大恶极，实无可恕，着即执行枪决，以昭炯戒，此令。”
邵飘萍死后，当局不准家属收尸，把遗体塞在“舍材”（为枪决者粗制的薄皮棺材）中埋入枪决现场。不久，其夫人湯修慧寻到葬地永定门外二郎庙起出。据载“开棺后看到飘萍尸体。子弹从后脑进入，从前面左颊部位穿出，呈小三角形。他头发蓬乱，血迹斑斑，身穿华丝葛长衫，黑色纱马褂，丝光袜，红皮底黑色缎面鞋。”汤修慧、祝文秀母女及寿南、飘萍堂弟邵泛萍、侄子邵逸轩，还有《京报》馆同仁，共同担负起丧葬重任。京剧艺人马连良等友人亦在邵飘萍死后筹办治丧，后遭受威胁，草草安葬于广安门外天宁寺旁荒地。邵飘萍整容后的遗容，照片上，他饮弹牺牲后左眼下的弹洞清晰可见。年幼的子女为免受害，亦未能参加丧礼。為防遭「斩草除根」，将邵飘萍的２个儿子贵生和祥生隐藏了起来，由其侄邵逸轩代替披麻戴孝。

## 生后
邵飘萍死后，《京报》一度停刊，后又恢复出版，由他的夫人湯修慧继承編輯。
1928年6月29日，北京各界新闻机构80位知名人士组成“邵飘萍、林白水追悼大会筹备会”，于1928年8月19日在下斜街全浙馆召开追悼大会，由北平第一任市长何其巩主持。
1936年，南京国民政府否决对邵飘萍的抚恤，他的同窗劭元冲认为原因是“飘萍私行，实多可议”。
1949年4月21日，毛泽东写信给邵飘萍的家属，确认他为革命烈士。
1951年，邵飘萍由其原籍浙江省人民政府追认革命烈士，毛泽东主席还批示北京市人民政府照顾和安排好烈士家属的生活，以纪念他为中国人民的解放事业和中国新闻事业作出的贡献。邵飘萍的遗孀汤修慧在毛泽东的亲自关怀下得到了妥善的安置。
1983年5月10日民政部颁发邵飘萍被批准为“在第一次国内革命战争中壮烈牺牲的革命烈士”。
1984年宣武区骡马市大街魏染胡同30号京报馆旧址被列为北京市文物保护单位。1919年12月毛泽东第二次到北京（邵飘萍此时已被迫第二次亡命日本），还在已被封闭的《京报》馆内住了１个多月。
1986年7月10日，中共中央組織部正式確認了邵飘萍的確是中共秘密黨員，入黨時間是1925年，入黨介紹人是李大釗、羅章龍。根据中共早期领导人罗章龙的晚年回忆录说，“邵飘萍是中共秘密党员，不断向我们党组织提供了关于北洋军阀政府方面的主要军事、政治、经济等一系列情报资料，以及经常从驻北京的外国通讯社那里取得特殊重要的新闻消息”……此后，罗章龙在接受方汉奇等人的采访中也确认邵飘萍入党是经过中共北方区委讨论通过以及中央批准的。
京报馆旧址（包括邵飘萍故居）已于2021年6月1日对公众开放参观。

## 轶事
在北大新闻研究会学习的半年，是毛泽东在北大期间获益最大的几件事之一，影响了毛泽东后来的政治与思想观。北京一别后二人再无面缘，但毛泽东终生多次在会见外宾以及其他场合提到过邵飘萍，毛泽东不承认是胡适的学生，说胡吹牛；承认说自己是邵飘萍的学生。晚年的毛泽东在1974年仍称：“我是邵飘萍的学生。”

## 家庭
邵飘萍有三位夫人（伴侣）：沈小乃（沈小仍）、湯修慧和祝文秀。
邵飘萍三女二子皆沈小乃所生，次子邵蔷生曾正式过继给汤修慧。
- 始祖：宋朝吏部尚書邵亢
- 祖上：浙江東陽紫溪邵氏，明進士御史邵豳
- 父：  邵桂林，光绪二十年举人邵藕田亲兄[12]
- 兄弟：长兄邵新蘇（即邵逸轩之父）、次兄邵新華、三兄邵新富、四邵新成(即飄萍)、五邵新昌
- 儿子：邵贵生、邵祥生（邵蔷生）
- 女儿：邵乃贤、邵乃偲（邵乃思）、邵乃奇
- 亲侄：名画家邵逸轩，虽为侄，年龄与飘萍相仿，邵飘萍去世时由其代子披麻戴孝
- 养子：祝韶华，后改名为邵华
- 侄孫女：畫家邵幼軒
- 學生：毛澤東

1909年秋，邵飘萍与沈小乃结婚，两人婚姻属于当时常见的包办婚姻。1912年，再娶汤修慧。1919年2月起，邵飘萍与祝文秀同居。1923年，沈小乃逝世。1926年，邵飘萍逝世后，汤修慧和祝文秀皆未改嫁。邵飘萍与沈小乃的子女由汤修慧抚养。邵飘萍逝世后的1927年8月，祝文秀收养一子邵华。自1980年代起，无锡地区民政局认可祝文秀为邵飘萍烈士的遗属。
1984年，华德韩等人写作《邵飘萍传略》，因将祝文秀称作邵飘萍的第三位夫人，引起邵飘萍子女及其他亲属的异议。1986年，汤修慧逝世，与邵飘萍同葬北京市八宝山革命公墓。1988年，祝文秀逝世。此后，华德韩在《邵飘萍传》中，删去祝文秀、邵飘萍举行婚礼的内容及改称祝文秀为“邵飘萍的亲属友好”、“祝文秀女士”。此举使祝文秀的养子邵华认为《邵飘萍传》侵害了祝文秀的名誉，于2001年在无锡地区法院提起名誉侵权诉讼，后被法院驳回。
2001年12月，吴跃钢撰写的介绍2001年官司的《邵飘萍儿子状告〈邵飘萍传〉作者》一文，因称祝文秀为“邵飘萍夫人”、“1919年2月在北京大同公寓结婚”等内容。被邵飘萍的女儿邵乃思提起诉讼，要求吴跃钢与邵华赔礼道歉、消除影响、恢复名誉。2004年，浙江金华地区法院驳回邵乃思的诉讼请求。

## 著作
《实际应用新闻学》，中国最早的新闻采访专著之一。还有《新闻学总论》，这两本书可说是中国新闻事业的开山之作。